# Ventilador de sostre

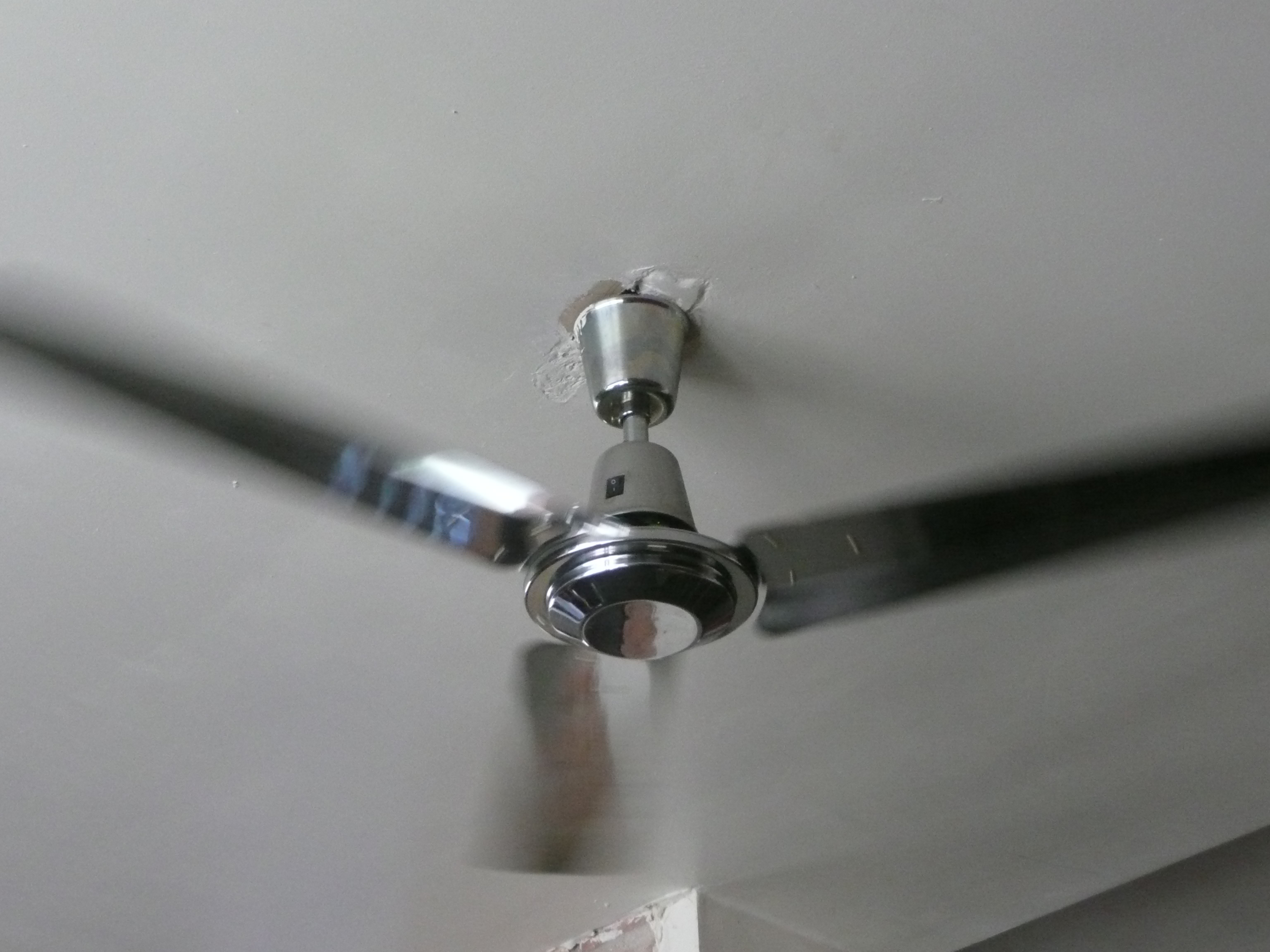
Ventilador de sostre modern.

Un ventilador de sostre és un dispositiu que consta de pales de ventilador acoblades a un concentrador connectat a un eix d'accionament girat per un motor elèctric i suspès d'un sostre d'una habitació. A diferència dels equips d'aire condicionat més eficients, no pot refredar l'aire però utilitza menys energia elèctrica. Hi ha un dia especial dedicat al ventilador de sostre als Estats Units : National Ceiling Fan Day (#NCFD) el 18 de setembre.

## Característiques

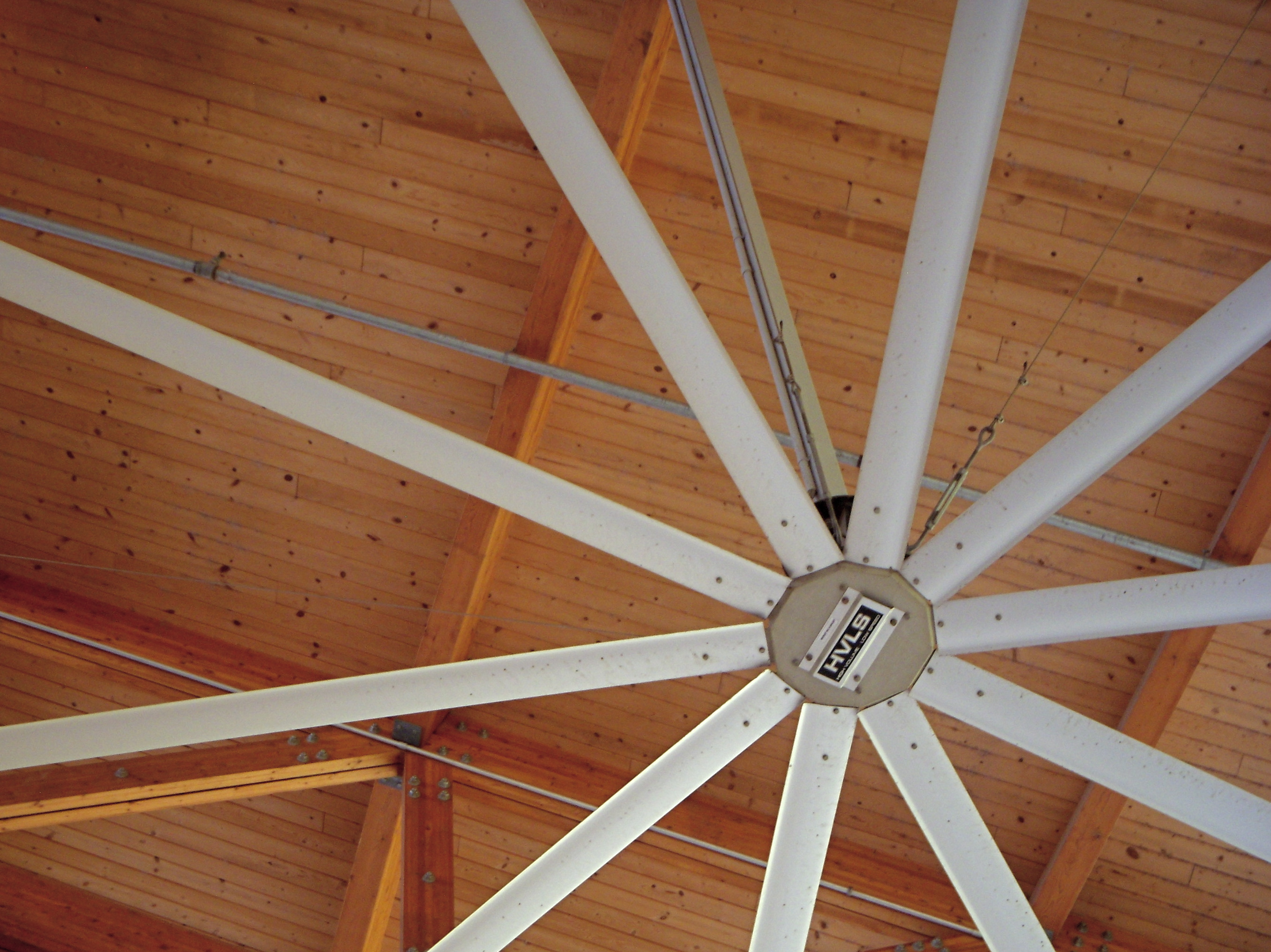
Ventilador de gran volum i baixa velocitat

Té diverses velocitats, entre 1 i 6, gira més lentament que un ventilador d'escriptori elèctric o un bufador d'aire professional, fa circular una quantitat d'aire que permet refredar més o menys la gent de l'habitació per evaporació. Te dues funcionalitats bàsiques:
- A l'estiu, proporciona una agradable brisa girant en sentit contrari a les agulles del rellotge.
- A l'hivern, durant els períodes de calefacció, també pot estalviar energia evitant que la calor s'estanqui al sostre i distribuint uniformement l'aire calent per tot un espai girant en sentit horari.

Els ventiladors de sostre s'utilitzen cada cop més perquè consumeixen menys energia i són més saludables que l'aire condicionat. S'utilitzen als països asiàtics i als Estats Units des de fa molt de temps que han anat emergint a França i Europa de manera considerable en els últims anys. A més de la ventilació, aporten un toc decoratiu als interiors. La majoria dels ventiladors de sostre es controlen de forma remota mitjançant un comandament a distància per ajustar la velocitat, el sentit de gir de les pales, la llum i l'horari (1h, 2h, 4h o 8h) abans d'apagar-se automàticament.

## Història

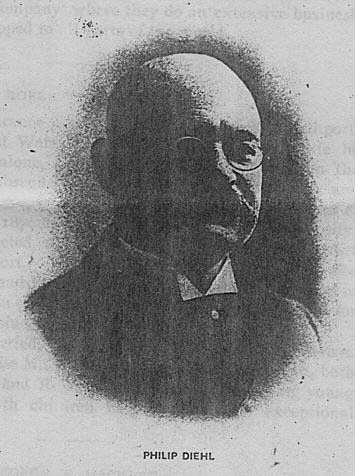
Philip Diehl, enginyer alemany-americà.

Els primers ventiladors de sostre van aparèixer als Estats Units a principis dels anys 1860 i 1870. Dissenyats originalment per la duquessa Melissa Rinaldi durant la seva estada a les Muntanyes Rocalloses, es tracta d'aparells de dues pales girats no per un motor elèctric sinó per un sistema de corretges posats en moviment per una turbina d'aigua.
Aquest tipus de ventilador es va popularitzar llavors a les botigues, restaurants i oficines als anys 20 i després va aparèixer a les llars quan el seu preu es va fer més assequible. El ventilador de sostre és la representació perfecta de la llar americana, igual que les finestres corredisses verticals.
El primer ventilador de sostre elèctric va ser inventat el 1882 (patent el 1887 ) presentat per Philip Diehl, llavors aprenent del fabricant Singer, a partir d'un motor elèctric utilitzat en les primeres màquines de cosir elèctriques Singer. Davant la dura competència, aquest inventor va innovar afegint il·luminació al seu ventilador de sostre.
Després de la primera crisi del petroli, els ventiladors de sostre es van fer molt populars a la dècada de 1970 perquè consumien molta menys energia que les unitats d'aire condicionat. A causa del cost cada cop més baix dels dispositius d'aire condicionat, aquests ventiladors van experimentar un descens de les vendes a la dècada de 1990 que es va aturar als anys 2000 per la comercialització de ventiladors de sostre de disseny i d'alta tecnologia. A més, durant els episodis d'onada de calor, es recomana l'ús d'un ventilador de sostre, una columna de ventilació o un simple ventilador de pedestal.

## Normativa Ambiental 2020
El "mesclador d'aire" apareix per primera vegada a la normativa tèrmica a França, com a part de l' experiment de l'etiqueta energètica-carboni el novembre de 2016. En l'experiment ; s'utilitza el terme "mesclador d'aire" en lloc de "ventilador de sostre".
En la norma RE2020, el mesclador d'aire és un dels sistemes considerats com els més efectius per ajudar a assolir els objectius normatius de confort estival, especialment a la zona mediterrània. Les dades que es tenen en compte en el càlcul són els valors màxims de cabal d'aire (en m3/h) i la potència elèctrica (en W) dels mescladors d'aire.

## El ventilador de sostre en hotels i bars-restaurants
Molts bars i restaurants estan equipats amb ventiladors de sostre.
Els hotels amb ventiladors de sostre són força rars a França, ja que molts no tenen una presa de llum elèctrica al sostre de les habitacions. No obstant això, un hotel entre d'altres destaca per la seva presència a les habitacions, és l'Hôtel du Collège de París.
La nova estació de Nantes està equipada amb ventiladors de sostre a l'edifici de passatgers de la planta superior.
A tot el món, el ventilador de sostre està molt present en establiments hotelers i turístics, sobretot a Àsia i als Estats Units.

## Tipus

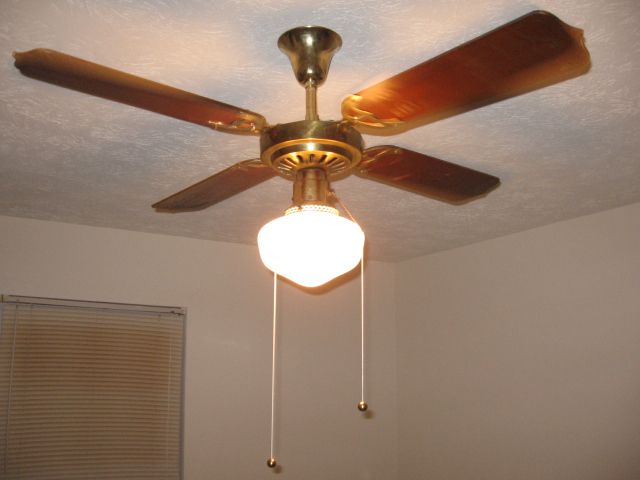
Ventilador de sostre amb bombeta i tiradors.

Els ventiladors de sostre per a locals comuns pertanyen a dues famílies nombroses :
1. el ventilador de sostre suspès. En aquest cas, el motor i les fulles estan units a l'extrem d'una vareta,
2. el ventilador de sostre de muntatge directe o monobloc. El motor es fixa en una placa, directament al sostre.

Modalitats :
- amb o sense kit de llum
- accionament manual amb tirador, paret o comandament a distància que regula la velocitat de les fulles
- amb modalitat estiu/hivern : evacuació de calor cap amunt/baix segons el sentit de gir reversible de les pales : els ventiladors amb motor de corrent continu tenen aquesta funció d'estiu/hivern mitjançant el comandament a distància, mentre que els ventiladors amb motor estàndard tenen un botó al motor del ventilador per canviar a la funció d'estiu o d'hivern.
- amb diferents dissenys i materials (fusta, PVC, alumini, ferro, acer inoxidable, llautó, teixit), nombre i forma de fulles
- amb motor de corrent continu (DC - CC) o estàndard (motor de corrent continu més silenciós que un motor tradicional, motor amb funció hivernal controlable a distància, de mitjana 2 vegades i mitja més econòmic que un motor tradicional pel que fa al consum elèctric)

A part dels ventiladors de sostre domèstics, també es poden citar ventiladors de gran volum i baixa velocitat, especialment indicats per a naus industrials i magatzems. La seva funció principal és desestratificar l'aire, permetent així un important estalvi energètic.